# شنيانغ جيه-15
شنيانغ جيه-15 (بالإنجليزية: Shenyang J-15)‏ هي مقاتلة متعددة المهام أنتجت في الصين. من صناعة شركة طائرات شنيانغ. كان أول طيران لها في 31 أغسطس 2009. صنع منها 50 طائرة (حسب تقديرات 2019).
تعتبر الطائرة المقاتلة الوحيدة الموجوده في الخدمة والقادرة على العمل من على متن حاملات الطائرات في الصين
تصميمها مبني على تصميم المقاتلة سوخوي سو-33.

## النسخ
-J-15: نسخة بمقعد واحد.

-J-15B: نسخة محدثة.
-J-15S: نسخة بمقعدين، تم إطلاقها لأول مرة في عام 2012.

J-15D: نسخة بمقعدين مع بودات حرب إلكترونية ومعدات إلكترونية أخرى مثبتة وإزالة مستشعر IRST.

## التسليح
- 1 مدفع رشاش عيار 30 مم طراز GSh-30-1 مجهز بـ 150 طلقة.

- 8 صواريخ PL-12 أو R-77.

- 4 صواريخ جو جو PL-9 أو R-73.

- PL-15.

- صواريخ YJ-62 أو Kh-41 المضادة للسفن.

- صاروخ YJ-91 الأسرع من الصوت المضادة للسفن.

- أنواع مختلفة من القنابل.

يتم حمل الذخائر عن طريق 12 نقطة صلبة.

## المحرك
محركان نوع Shenyang WS-10 مع الحارق الخلفي وتبلغ قدرة كل منهما 132 كيلونيوتن (30000 رطل) توفر سرعة للطائرة تصل إلى 2,940 كم / ساعة (ماخ 2,38) وبمدى اقصى ferry range يبلغ 3500 كلم.

## المواصفات العامة
- الطاقم: 1 أو 2 .

- الطول:21.9 متر.

- الارتفاع: 5.92 متر.

- طول الجناح: 14.7 متر.

-الوزن فارغة: 17.500 كغم.

- اقصى وزن للإقلاع:33.000 كغم.